# Flora (Noruega)
Flora és un antic municipi situat al antic comtat de Sogn og Fjordane, Noruega. Té 11.923 habitants (2016) i la seva superfície és de 693,3 km². El centre administratiu del municipi és la població de Florø.